# Серебряный век комиксов
Серебряный век комиксов (англ. Silver Age of Comic Books) — название периода в истории американских комиксов, который длился с 1956 до приблизительно 1970 года, а после сменился Бронзовым веком. Последовавший за Золотым Серебряный век стал периодом художественного развития и коммерческого успеха комиксов в США. За время этого периода большой вклад в развитие комиксов внесли такие сценаристы, как Стэн Ли, Гарднер Фокс, Джон Брум, художники Курт Свон, Джек Кирби, Стив Дитко, Гил Кейн и другие, а к концу периода появилось новое поколение авторов комиксов, таких как Деннис О’Нил, Нил Адамс, Рой Томас и Джим Стеранко.
После Второй мировой войны популярность комиксов о супергероях упала, и их место заняли комиксы в жанре ужасы и детектив. Вскоре возникли разногласия по поводу предполагаемой связи хоррор-комиксов и количества преступлений среди несовершеннолетних, и в 1954 году издательства ввели в обращение так называемый «Кодекс комиксов», который регулировал содержание и отвечал за цензуру в комиксах. Популярность хорроров и триллеров упала, и в свете этих изменений издательства снова начали внедрение историй о супергероях, дав старт Серебряному веку комиксов. Началом периода считается выход выпуска Showcase #4 в октябре 1956 года издательства DC Comics, в котором появился новый Флэш — Барри Аллен. После успешного старта DC запустили ещё несколько серий о супергероях, как новых, так и продолженных старых, что побудило Marvel Comics последовать их примеру, начав с выпуска Fantastic Four #1.
Серебряный век комиксов высоко ценится коллекционерами. По состоянию на 2008 год, самым популярным комиксом периода остаётся первое появление Человека-паука в выпуске Amazing Fantasy #15.

## Происхождение термина
Историк комиксов и кинопродюсер Майкл Услан отмечает следы термина «серебряный век» в колонке писем выпуска Justice League of America #42, который поступил в продажу 9 декабря 1965 года. Автор шрифтов и сценарист Скотт Тейлор писал: «Если вы, ребята, будете продолжать возвращать героев Золотого века, то через 20 лет это десятилетие будут называть Серебряные шестидесятые!» По мнению Услана, для обозначения периодов была принята устоявшаяся иерархия золото-серебро-бронза, как в олимпийских медалях, и это гораздо удобнее, чем отдельные названия для каждого периода, например «Новый век героев комиксов» или «Новый век комиксов». Термин устоялся, и через некоторое время продавцы комиксов начали разделять комиксы по принадлежности к Золотому веку и Серебряному.

## История

### Предпосылки
В период Второй мировой войны комиксы были недорогим средством развлечения, потому обрели широкую популярность. В Золотой век комиксов, который охватывает период с 1930-е по 1940-е года, было создано много персонажей, которые быстро завоевали популярность, такие как Супермен, Чудо-женщина, Бэтмен, Капитан Марвел и Капитан Америка, а персонажи часто изображались сражающимися против Третьего Рейха. После войны популярность супергероев снизилась, и их место в комикс-индустрии заняли другие жанры — хорроры, триллеры, детективы, романтика. После всплеска популярности триллеров и хорроров комиксы обвинили в растущем уровне преступлений среди подростков. Некоторые пойманные юные преступники признавались в чтении комиксов, что и стало причиной их принятия за источник проблем. Психиатр и писатель Фредерик Вертам, автор книги «Совращение невинных» (англ. Seduction of the Innocent) (1954 год), попытался переложить вину за совершённые преступления с детей и их родителей на комиксы, которые они читали. С учётом всех событий популярность комиксов упала, а издательства ввели систему Comics Code Authority, позволяющую отслеживать уровень насилия в комиксах, что ознаменовало приход новой эры. Триллеры и хорроры оказались запрещены цензурой тех издательств, которые входили в состав ассоциации, а истории о супергероях снова стали набирать популярность.

### DC Comics
Серебряный век DC Comics начался с выпуска Showcase #4 в октябре 1956 года, в котором появился новый Флэш — Барри Аллен. В то время истории только о трёх супергероях Золотого века — Супермене, Чудо-женщине и Бэтмене — продолжали выходить в одноимённых сериях комиксов. По словам писателя DC Comics Марка Джейкобса, комиксы о Супермене издавались «в большом количестве, но были низкого качества». Комиксы о Бэтмене были лучше, но его тогдашние приключения были «тусклыми» по сравнению с прошлыми в 1940-х годах. Чудо-женщина, потеряв своих оригинальных художников и писателей, перестала быть «оригинальной» и «интересной». Джейкобс описывает появление выпуска Showcase #4: «Он так и просится, чтобы его купили». На обложке нарисована лента киноплёнки, на которой изображён бегущий Флэш, вырывающийся из плёнки на последнем кадре. Редактор Юлиус Шварц, писатель Гарднер Фокс и художник Кармине Инфантино были первыми, кто взялся за активизацию историй о Флэше. Роберт Кантингер стал автором первых рассказов о возрождённом Флэше, также среди авторов ранних историй Джон Брум.
С успехом перезапуска Флэша в Showcase #4 многие герои 1940-х годов были возвращены во время работы Шварца. Среди героев, вновь появившихся в Серебряном веке, были Зелёный Фонарь, Атом и Человек-ястреб, а также Лига Справедливости. Вместе с писателями над комиксами работали художники Мёрфи Андерсон, Гил Кейн и Джо Куберт. Псевдонимы персонажей остались прежними, а личности, локации и костюмы были изменены, и место магии в объяснении их суперспособностей заняла наука. Шварц, большой поклонник научной фантастики, черпал вдохновение из неё при создании нового Зелёного Фонаря — Хэла Джордана. Вместо Зелёного Фонаря Золотого века, Алана Скотта, кольцо которого обладало магическими свойствами и питалось от магического фонаря, происхождение которого неизвестно, кольцо Хэла Джордана было создано Стражами Вселенной и предназначалось для защиты Вселенной в составе межгалактической полиции.
В середине 1960-х годов DC Comics ввели новое понятие в комиксах — Мультивселенную. Выяснилось, что герои Золотого века существовали до сих пор, но жили в параллельной вселенной, известной как Земля-2, а герои Серебряного века — во вселенной Земля-1. Обе вселенные были разделены особым вибрационным полем, которое было возможно пересечь, и в некоторых сюжетах стали появляться герои одновременно из двух вселенных.
Хотя Барри Аллен считается первым супергероем Серебряного века, появление Марсианского охотника в Detective Comics #225 предшествует выпуску, в котором появился Аллен, почти на год, поэтому некоторые историки считают Марсианского Охотника первым персонажем Серебряного века. Однако историк комиксов Крейг Шатт, автор колонки «Ask Mister Silver Age» (рус. Спросите мистера Серебряный век) в журнале «Comics Buyer’s Guide», с этим не согласен, отмечая, что Марсианский Охотник впервые появился в качестве детектива, использующего свои сверхспособности, чтобы раскрывать преступления. В конечном счёте он стал членом Лиги Справедливости, хотя изначально был обычным «причудливым детективом», в духе других персонажей того времени: «детективов с телевидения, сверхъестественных детективов, индийских детективов и других». По мнению Шатта, супергероем Марсианский Охотник стал в номере Detective Comics #273 в ноябре 1959 года, когда личность стала скрытой и изменились костюм и внешний вид.
Были и другие попытки возродить супергероев до появления Барри Аллена. Одним из таких героев, который появился раньше выпуска Showcase #4, был Капитан Комета, который дебютировал в Strange Adventures #9 в июне 1951 года. Стивен Грант, обозреватель сайта Comic Book Resources, считает именно его первым супергероем Серебряного века. Ещё одним героем, истории о котором выходили в недолго просуществовавшей серии комиксов, был Сражающийся Американец, созданный в 1954 году командой авторов Капитана Америки Джо Саймоном и Джеком Кирби. Среди других персонажей был появившийся в 1956 году Природный Мальчик компании Charlton Comics, а также недолгое возрождение Капитана Америки, андроида Человека-факела и Нэмора, которые появились в Young Men Comics #24, выпущенном Atlas Comics в декабре 1953 года.

### Marvel Comics
С выходом новых комиксов DC Comics о Лиге Справедливости, Стэн Ли и редакторы Marvel Comics решили выпустить комикс, главными героями которого была бы команда супергероев, как и Лига справедливости у DC. 

«Мартин Гудман отметил, что одно из изданий National Comics продаётся лучше, чем остальное большинство. Раз Лига Справедливости продается, то почему бы и нам не выпустить комикс о команде супергероев?»— Стэн Ли
 Результатом стал комикс The Fantastic Four, первый номер которого вышел в ноябре 1961 года. По словам Ли и Джека Кирби, Фантастическая четвёрка напоминает квартет супергеров DC Comics, Посланники из неизвестности, хотя они, в отличие от четвёрки, не обладали суперспособносятями. Обе команды возникли на фоне Холодной войны, что заставило их создателей адаптировать уже сложившуюся концепцию супергероев для нового периода. Marvel провели ряд успешных нововведений: отказались от привычного сокрытия личности героев, добавили в команду человека, мутировавшего в монстра; сами персонажи ссорились между собой и жаловались на то, что позже было названо концепцией «супергероев в реальном мире».
Под руководством Стэна Ли и таких художников, как Стив Дитко и Джек Кирби, популярность Marvel Comics стала увеличиваться. Динамическое построение сюжета и более сложные характеристики личности персонажей стали привлекать всё больше читателей среднего возраста и студентов в дополнение к уже значительному количеству детей. После успеха Фантастической четвёрки Стэн Ли и команда создали ещё одиннадцать новых серий комиксов в течение следующих двух с половиной лет, включая Халка, комикс о котором просуществовал всего 6 выпусков, и Человека-паука, который был одним из самых популярных новых персонажей. Среди других важных супергероев, появившихся в то время, были Железный человек, Тор, Сорвиголова, Люди Икс и новая команда, собравшая всю элиту героев, — Мстители. Капитан Америка, персонаж Золотого века, был возрождён в Avengers #4 в марте 1964 года в качестве одного из членов Мстителей и оставался в их составе на протяжении многих лет. В 1967 году Marvel запустили пародийную серию Not Brand Echh, где высмеивали своих супергеров и супергероев других издательств.
По мнению историка комиксов Питера Сандерсона, в 1960-х годах DC Comics начала переживать период творческой засухи, в связи с растущей популяризацией супергеройского жанра комиксов. Среди аудитории комиксов теперь были не только дети, но и подростки, и Marvel Comics, как говорит Сандерсон, стала аналогом французской новой волны в области комиксов, вводя новые методы повествования для привлечения более широкой аудитории всех возрастов и тем самым потенциально влияя на возможных комикс-художников и писателей в будущем. По мнению ещё одного историка комиксов, Крейга Шатта, герои DC более честны по отношению друг к другу, быстрее и проще объединяются для победы над врагом, в отличие от героев Marvel, которые менее доверчивы, часто вступают в конфликты между собой и, прежде чем объединиться против одного врага, должны урегулировать множество разногласий.

### Другие издатели
Один из лучших издателей в 1956 году, компания Harvey Comics, прекратила выпускать комиксы в жанре хоррор после того, как был введён кодекс, позволяющий регулировать содержание комиксов в США, и стала искать новую целевую аудиторию. Harvey Comics переключилась на детей от 6 до 12 лет, особенно девочек, введя таких персонажей, как Богатенький Рич и Каспер Дружелюбное Привидение. Но несмотря на то, что эти персонажи вдохновили создателей фильмов на киноадаптации или были воплощены в другой продукции, в Серебряный век Harvey Comics была не столь популярна на рынке, как DC и Marvel.
Издательства Gilberton, Dell Comics и Gold Key Comics использовали свою репутацию издателей «полезных» комиксов, чтобы не связывать себя обязательствами, накладываемыми этическим кодексом издателей комиксов, и нашли иные способы публиковать хоррор-комиксы и дальше. Gilberton использовали свою серию Classics Illustrated, чтобы перепечатать комикс-версию классических историй о Франкенштейне, докторе Джекиле и мистере Хайде, вместе с этим продолжая выпускать истории о Дон Кихоте и Оливере Твисте. В Classics Illustrated Junior перепечатывались комикс-версии таких детских книг, как «Волшебник из страны Оз», «Рапунцель» и «Пиноккио».
В 1961 году Dell Comics начали издавать комиксы, основанные на телевизионных сериалах, таких как «Сумеречная зона» (англ. Twilight Zone) и «Суперкот» (англ. Top Cat). Gold Key, в дополнение к выпускаемой ими серии Boris Karloff Thriller по мотивам сериала Thriller (позже переименована в Boris Karloff Tales of Mystery), купили лицензию на Twilight Zone у Dell Comics в 1962 году. В 1965 году Gold Key начали выпускать две серии комиксов в жанре ужасов The Munsters и Ripley’s Believe it or Not!, которая была разделена на три разных серии: True Ghost Stories (рус. Настоящие истории о привидениях), True War Stories (рус. Настоящие военные истории) (выпуски #1 и #5) и True Demons & Monsters (рус. Настоящие демоны и чудовища) (выпуски #7, #10, #19, #22, #25, #26, и #29).
С растущей популярностью телесериала о Бэтмене в 1966 году издатели, ранее специализировавшиеся на других направлениях, стали издавать комиксы о супергероях. Кроме того, стали появляться новые издательства, которые часто использовали персонажей Золотого века. Harvey Thriller, импринт Harvey Comics, выпустил Double-Dare Adventures с новыми персонажами в лице Би-Мэна и Магистра магии. Dell Comics начали публиковать супергеройские версии Франкенштейна, Дракулы и Оборотня. Gold Key Comics приобрели лицензию на издание комиксов о таких персонажах телевизионных шоу, как Captain Nice, Frankenstein Jr. и The Impossibles, а также продолжали серию о приключениях Гуфи, персонажа Уолта Диснея, в серии Supergoof. Charlton Comics публиковала недолго просуществовавшие истории о супергероях, включая Капитана Атома, Дзюдоиста, Вопроса и Молнии. American Comics Group стала выпускать истории об альтер эго своего известного персонажа Хёрби — тайном супергерое Фэте Фьюри. Даже хорошо известные персонажи издательства Archie Comics приобрели супергеройские возможности, как, например, Джагхэд — Капитан Герой.
Archie Comics также запустили свой собственный стандарт неюмористического супергероя. The Archie Adventure, впоследствии переименованная в Mighty Comics, включала таких героев, как Муха, Ягуар и Щит, который первоначально появился в Золотом веке. Успех Мстителей и Лиги Справедливости подстегнул Archie Comics к созданию собственной команды супергероев — Могучих Крестоносцев.
Одним из издательств, которые ненадолго появились в 1960-х годах, стало Lightning Comics, которое издало 3 выпуска Толстяка — человека-летающей тарелки авторства Отто Биндера и Си Си Бека — писателя и художника, которые работали над Капитаном Марвелом в Золотом веке. Другим издательством было M. F. Enterprises, которое опубликовало 5 выпусков Капитана Марвела, но это был другой герой, созданный Карлом Бургосом, который был автором Человека-факела в годы Золотого века. Он не имеет никакого отношения к первоначальному Капитану Марвелу Золотого века.

### Подпольные комиксы и самиздат
По словам Джона Стаусбаха из The New York Times, историки комиксов считают нужным отметить факт появления андерграунд-комиксов, подпольных издательств и самиздата во время Серебряного века комиксов. Один из историков предположил, что, возможно, одной из причин, почему самиздат-комиксы стали считаться законными, является тот факт, что большинство художников и писателей воплощают в них то, что хотел бы сказать обычный человек. По большей части такие комиксы не попадали под критерии «Кодекса комиксов», но так как распространялись они главным образом минуя крупных дистрибьюторов, им удалось избежать какого-либо цензурирования и добиться популярности среди определённой аудитории. Одними из издателей андеграунд-комиксов были Роберт Крамб и Гилберт Шелтон. По сравнению с основными комикс-писателями того периода, их комиксы чаще всего были чёрно-белыми в глянцевой обложке и распространялись через книжные магазины с образцами контркультурной печатной продукции. Вскоре выпускаемый комикс-самиздат сам стал неотъемлемой частью контркультуры того времени.

### Окончание периода
За Серебряным веком последовал Бронзовый век комиксов, однако чёткая граница не определена, но существует ряд событий, которые можно счесть за окончание эпохи. Одним из предложений было принять датой конца периода 1969 год, после выхода последних 12-центовых комиксов. По мнению историка Уилла Джейкобса, Серебряный век закончился в апреле 1970 года, когда человек, который начал его, Юлиус Шварц, передал Зелёного Фонаря — одного из первых персонажей Серебряного века — новой команде авторов в лице Денниса О’Нила и Нила Адамса. Джон Страусбах также связывает окончание периода со сменой авторов Зелёного Фонаря. Комикс-историк Арнольд Блумберг обозначил концом Серебряного века июнь 1973 года, когда погибла возлюбленная Человека-паука Гвен Стейси в сюжетной линии под названием The Night Gwen Stacy Died (рус. Ночь, когда умерла Гвен Стейси), заявив, что эпоха «невинности» закончилась, и ознаменовала это смерть Гвен.
По мнению историка Питера Сандерсона, существовало также «нео-серебряное движение», которое началось в 1986 году вместе с выходом Superman: Whatever Happened to the Man of Tomorrow? (рус. Супермен: Что случилось с человеком завтрашнего дня?) авторов Алана Мура и Курта Свона. Эта сюжетная арка, построенная с использованием принципов Серебряного века, была своеобразным ответом на начавшийся Бронзовый. По мнению Сандерсона, каждое новое комикс-поколение восстаёт против предыдущего, и такое недовольство было ответом на сюжетную линию Crisis on Infinite Earths (рус. Кризис на Бесконечных Землях).

## Итоги и значение
С приходом Серебряного века начал наблюдаться спад в публикации комиксов таких жанров, как ужасы, романтика, юмор и вестерн, которые в конце 1940-х — середине 1950-х были популярнее комиксов о приключениях супергероев.
Важной чертой этого периода стала эволюция образа супергероя. Комиксы некоторых издательств были преимущественно нацелены на маленьких детей; в частности, Harvey Comics выпускала такие серии комиксов, как, например, Little Dot, главным персонажем которой являлась маленькая девочка. Также во время Серебряного века начали выпускать направленные на взрослую аудиторию андерграунд-комиксы. Некоторые критики и историки утверждают, что одной из особенностей Серебряного века стало то, что научная фантастика и пришельцы в комиксах были заменены на магию и богов. Другие отмечают, что магия была неотъемлемым элементом персонажей и Золотого века, и Серебряного. Многие сценаристы и художники комиксов Золотого века были фанатами научной фантастики или профессиональными писателями в этом жанре, что позволило им перенести элементы фантастики в свои комиксы. Наука часто использовалась в качестве объяснения происхождения супергероев Золотого века.
Серебряный век комиксов совпал с расцветом поп-арта, художественным движением, в котором предметы популярной культуры, такие как реклама и дизайн упаковок, использовались в качестве исходного материала для создания картин. Рой Лихтенштейн, один из самых известных художников в стиле поп-арт, специально выбирал отдельные панели из комиксов, перерисовывал изображения и изменял их, но при этом оставлял пузырьки со словами, а также имитировал поточечный процесс окраски, использовавшийся в то время для печатания комиксов. В 1967 году в Музее декоративного искусства в Лувре была проведена выставка комиксов. Вскоре после этого начали издаваться книги, содержащие в себе серьёзные размышления на тему искусства в комиксах и сущности комикс-индустрии.
В январе 1966 года начался показ телесериала «Бэтмен», собравшего высокие рейтинги. Как и в случае с поп-артом, перенёсшим элементы комиксов в живопись, «Бэтмен» перенёс их на телеэкран. В сериале во время сцен с драками одновременно использовались и звуковые эффекты, и визуальные для отображения таких звуков ударов, как «Biff», «Bam» и «Pow». На экране появлялись большие цветные буквы в стиле комиксов. Тираж и продажи комиксов, а также сопутствующих товаров (в особенности по тематике Бэтмена) увеличились. На телеэкранах стали появляться и другие герои в масках. «Зимой 1967 года американское телевидение почти полностью состояло из одних теле- и мультсериалов о героях комиксов». Уже существующие и новые издательства стали создавать новые серии комиксов о супергероях. Однако к концу 1960-х мода на супергероев прошла; в 1969 году самой продаваемой серией комиксов в США была ориентированная на подростковую аудиторию Archie в жанре юмор.

## Создатели
Ален Шумер, автор книги The Silver Age of Comic Book Art, выделяет выпуски Флэша, иллюстрированные Кармином Инфантино, как образец дизайна всей эпохи. Другие заметные художники того времени — Курт Свон, Джин Колан, Стив Дитко, Гил Кейн, Джек Кирби и Джо Куберт.
В конце 1960-х годов два художника — Нил Адамс, считающийся одним из лучших комикс-художников своей страны, и Джим Стеранко — изменили комикс-индустрию. Оба художника проявили кинематографический подход к рисованию комиксов, чем изменили более традиционный и примитивный формат выпусков, который устоялся в течение десятилетий. Вырисовка лиц, анатомия и жесты стали более натуралистичными, что в целом изменило стиль комиксов и, по мнению Страусбаха, отражено в современных графических романах. Также он сравнивал стиль рисунка Стеранко с Сальвадором Дали и называл его одним из лучших художников компании Marvel Comics в 1960-х годах. После подготовки Стеранко выпуска Nick Fury, Agent of S.H.I.E.L.D в декабре 1968 года Стэн Ли поставил его во главу иллюстрирования комиксов о Нике Фьюри.

## Самые популярные комиксы периода
По состоянию на 2008 год отметился подъём в популярности комиксов Серебряного века среди коллекционеров. Возможно, это связано с тем, что комиксы Золотого века стали слишком дороги в цене, или же причина во внезапном скачке любви к комиксам у представителей взрослого поколения, которые читали эти же комиксы в своей юности. Выпуск Amazing Fantasy #15 считается «Святым Граалем» Серебряного века. Оригинальная копия этого выпуска, качество которой было оценено специальной компанией CGC в 9.6 баллов из 10, была продана за $1,1 млн неизвестному покупателю 7 марта 2011 года. В выпуске 2008 года The Official Overstreet Comic Book Price Guide #38 опубликовал 21 наиболее популярный комикс среди коллекционеров:
| Название                  | Выпуск | Издатель      | Примечание                                                                                      |
| ------------------------- | ------ | ------------- | ----------------------------------------------------------------------------------------------- |
| Amazing Fantasy           | 15     | Marvel Comics | Первое появление Человека-паука                                                                 |
| Showcase                  | 4      | DC Comics     | Первое появление Барри Аллена в качестве нового Флэша.                                          |
| Fantastic Four            | 1      | Marvel Comics | Первое появление Фантастической четвёрки.                                                       |
| The Amazing Spider-Man    | 1      | Marvel Comics | Первый выпуск собственной серии Человека-паука                                                  |
| The Incredible Hulk       | 1      | Marvel Comics | Первое появление Халка                                                                          |
| X-Men                     | 1      | Marvel Comics | Первое появление Людей Икс.                                                                     |
| Showcase                  | 8      | DC Comics     | Второе появление Флэша Серебряного века.                                                        |
| Journey Into Mystery      | 83     | Marvel Comics | Первое появление Тора                                                                           |
| Showcase                  | 9      | DC Comics     | Появление Лоис Лейн в качестве главного персонажа комикса и девушки Супермена                   |
| The Flash                 | 105    | DC Comics     | Первый выпуск отдельной серии Флэша, продолжение серии Flash Comics, прерванной на выпуске #104 |
| Tales of Suspense         | 39     | Marvel Comics | Первое появление Железного человека                                                             |
| Brave and the Bold        | 28     | DC Comics     | Первое появление Лиги Справедливости Америки                                                    |
| Adventure Comics          | 247    | DC Comics     | Супербой встречается с Легионом Супергероев                                                     |
| Justice League of America | 1      | DC Comics     | Первый выпуск отдельной серии, посвящённой Лиге Справедливости Америки                          |
| Showcase                  | 22     | DC Comics     | Первое появление Зелёного Фонаря Серебряного века — Хэла Джордана                               |
| Fantastic Four            | 5      | Marvel Comics | Первое появление Доктора Дума                                                                   |
| Tales to Astonish         | 27     | Marvel Comics | Первое появление Хэнка Пима                                                                     |
| Fantastic Four            | 2      | Marvel Comics | Второе появление Фантастической Четвёрки, первое появление Скруллов                             |
| Green Lantern             | 1      | DC Comics     | Первый выпуск отдельной серии о Зелёном Фонаре                                                  |
| The Amazing Spider-Man    | 2      | Marvel Comics | Первое появление Стервятника                                                                    |
| Action Comics             | 252    | DC Comics     | Первое появления Супергёрл Кары Зор-Эл                                                          |